# Jorge Ruffinelli
Jorge Enrique Ruffinelli Altesor (Montevideo, 16 de diciembre de 1943) es un académico, crítico, docente universitario y escritor uruguayo, naturalizado mexicano en 1972 y naturalizado estadounidense en 1988.

## Biografía
Nació en Montevideo donde residió hasta su primera juventud. El abuelo, el tío paterno, y el padre de Ruffinelli, Agustín, eran ingenieros agrónomos. Su madre, Selika, ama de casa y poeta inédita, provenía del medio rural (Blanquillo, Departamento de Durazno).
Fue discípulo de Ángel Rama en la Universidad de la República. Se desempeñó como crítico literario en el semanario Marcha. En 1973 fue profesor Adjunto de Literatura Latinoamericana en la Universidad de Buenos Aires, junto a Noé Jitrik.
Posteriormente se dedicó a investigación y docencia en la Universidad de Stanford, especializándose en literatura y cine latinoamericano; ha sido director del Centro de Estudios Latinoamericanos de dicha Universidad, y profesor en la Universidad Veracruzana.
Ha integrado diversos jurados en festivales de cine (San Sebastián, Málaga y La Habana, entre otros), al igual que en concursos literarios (Casa de las Américas, Juan Rulfo, otros). Ha publicado numerosos libros sobre literatura y crítica literaria, dirige la revista Nuevo Texto Crítico y actualmente trabaja en la primera Enciclopedia del Cine Latinoamericano.
Ruffinelli se inició estudiando las carreras de Medicina y de Leyes al nivel preuniversitario, pero las abandonó al poco tiempo. Creyó sentir vocación por la medicina cuando leyó las memorias de Albert Schweitzer quien vivía en Lambaréné, en Gabón, África, y le escribió al famoso médico, pero la respuesta de Schweitzer lo desalentó.
Comenzó a estudiar Literatura en la Facultad de Humanidades. Era amigo de sus profesores, entre ellos Idea Vilariño, José Pedro Díaz, Roberto Ibáñez, Ángel Rama, y Manuel Arturo Claps. Con cierta frecuencia visitaba a Claps en su casa y salía de ella con decenas de libros de filosofía y literatura. Ibáñez por su parte, intentó que Ruffinelli fuera su ayudante en la nueva Cátedra de Literatura Uruguaya, pero eso no llegó a concretarse.
A invitación de Ángel Rama, Ruffinelli empezó a escribir reseñas de libros, artículos y entrevistas con escritores en el semanario Marcha. Y cuando Rama se fue a vivir a Venezuela, Ruffinelli pasó a ser el nuevo Jefe de la Sección Literaria del semanario (1967-1974).
En Montevideo se cimentó la amistad de Ruffinelli con el escritor Juan Carlos Onetti. Aquel reunió, editó, publicó y comentó varias obras de y sobre Onetti: el libro colectivo “Onetti” (1973), la novela inédita e incompleta de la juventud del escritor junto con cuentos publicados antes de 1960 (“Tiempo de abrazar y los cuentos de 1933 a 1950”, Montevideo, Arca, 1974), y “Requiem por Faulkner y otros artículos” (Buenos Aires, Arca, 1976), que reúne todos los artículos periodísticos de Onetti.
En 1973, el escritor argentino Noé Jitrik que iniciaba la Cátedra de Literatura Hispanoamericana en la Universidad de Buenos Aires, encontró a Ruffinelli en una librería de Montevideo, y lo invitó a ser Profesor Adjunto de esa Cátedra. Así, Ruffinelli empezó a dividir su vida entre dos ciudades, Buenos Aires y Montevideo. La Cátedra de Jitrik tenía aproximadamente 600 estudiantes, y el director del Departamento de Letras era Francisco “Paco” Urondo (1930-1976), quien prácticamente pasó de estar en la cárcel a ocupar ese importante puesto universitario.
En febrero de 1974, Ruffinelli partió a México, habiendo ganado por concurso un puesto como Investigador en el Centro de Investigaciones Lingüístico-Literarias de la Universidad Veracruzana. Poco después pasó a ser Director (1974-1986) del referido Centro de Investigaciones.
En principio, Jorge Ruffinelli iba a permanecer en México solamente un año, pero las FFAA de Uruguay libraron una orden de detención contra él, por haber sido jurado —junto con Juan Carlos Onetti y Mercedes Rein— en un concurso de cuentos que las Fuerzas Conjuntas (militares y policía) consideraron ofensivo, y en consecuencia Ruffinelli decidió postergar el regreso a su país. El autor del cuento ganador (“El guardaespaldas”) en ese concurso, Nelson Marra, estuvo varios años en la cárcel. Por su parte, Juan Carlos Onetti y Mercedes Rein estuvieron recluidos en la cárcel, durante tres meses, también por haber estado involucrado en ese concurso de cuentos. Por las circunstancias citadas, Ruffinelli no regresó (de visita) a su país hasta fines de 1984, cuando la dictadura militar uruguaya dio paso a un nuevo gobierno civil y democrático.
En 1980, el Centro de Investigaciones Lingüístico-Literarias organizó un Homenaje a Onetti, al cual asistieron más de 50 escritores latinoamericanos, además del propio Onetti, quien viajó desde Madrid a Jalapa, Veracruz. El escritor colombiano Gabriel García Márquez fue uno de los asistentes, al igual que Carlos Monsiváis, Jean Franco, Ángel Rama, Carlos Martínez Moreno, Noé Jitrik.
En 1981, el escritor Julio Cortázar viajó a Jalapa, invitado por Ruffinelli. Jalapa y el Centro de Investigaciones dirigido por Ruffinelli agilizaron la vida cultural de la ciudad con numerosas lecturas y charlas de escritores y artistas como Carlos Fuentes, José Revueltas, Salvador Elizondo, Arturo Azuela, José Luis González, Daniel Viglietti, Jaime Sabines.
El escritor mexicano Juan Rulfo eligió a Ruffinelli como prologuista y editor de la primera edición de sus Obras completas (Caracas, Biblioteca Ayacucho, 1977) y de su Antología personal (México, Nueva Imagen, 1979).
Desde 1986, Ruffinelli es profesor de tiempo completo (Full Professor) en "Stanford University", donde también dirige la publicación académica Nuevo Texto Crítico.
Esos años de trabajo universitario en Estados Unidos, y los libros publicados por Ruffinelli, ayudaron a consolidarlo en su profesión. Entre sus publicaciones se destacan: Palabras en orden (1974), José Revueltas: ficción, política y verdad (1977), El otro México (1978), Crítica en Marcha (1979), La viuda de Montiel (1979), El lugar de Rulfo (1980), Las infamias de la inteligencia burguesa (1981), Literatura e ideología: el primer Mariano Azuela, 1896-1918 (1982), Poesía y descolonización: Nicolás Guillén (1985), La escritura invisible (1986).
Interesado en la nueva narrativa latinoamericana, Ruffinelli promovió la invitación del escritor colombiano Juan Gabriel Vásquez —autor de la novela El ruido de las cosas al caer, entre otros libros— como huésped especial de su Departamento, durante un mes, en el año 2013, y dialogó públicamente con él sobre el tema “History, memory and the novel”.
A partir de 2001 Ruffinelli amplió sus tópicos de interés, escribiendo libros sobre cine de América Latina: Patricio Guzmán (2001); La sonrisa de Gardel (2004); Víctor Gaviria, los márgenes al centro (2005); Sueños de realidad: Fernando Pérez (2005), El cine de Patricio Guzmán, en busca de las imágenes verdaderas (2008); América Latina en 130 películas (2010); América Latina en 130 documentales (2012). Esa actividad, paralela a la literaria, lo ha llevado a también ser conocido en los ambientes de la cinematografía.
Ha sido jurado en numerosos Festivales internacionales: San Sebastián, Trieste, La Habana, Guadalajara, Santiago de Chile.
Ha publicado 574 ensayos sobre literatura y cine y reseñas de libros. Dirige la revista universitaria Nuevo Texto Crítico (Stanford University).
Y también algunos estudiantes han escrito sobre él:

“No professor can possibly know more intimately the subject matter of this course! While his political tack is certainly left-leaning, Professor Ruffinelli knows most of the authors and filmmakers personally, so his insight is invaluable and interesting. He also takes careful note of his students and is muy simpatico.”
“Dr. Ruffinelli is an institution all by himself! From Latin American theory and literature to aesthetics and Film Studies, he is a bona fide expert. His course on the contemporary Latin American novel of the 90s was incredible. Dr. Ruffinelli has a lot to offer in his courses and he cares about his students. Highly, highly recommended.”
“The breadth of his scholarship, his expansive knowledge of literature and film, and his life experience as a leading literary and cultural critic make his classes and guidance indispensable for students interested in Latin American culture, literature and cinema.”
“We had to switch classrooms, because so many students came on the first day - we all wanted to take a class on censorship from someone who has lived it. Yet, despite his own views, Ruffinelli promoted discussion on both sides and, for many of us, altered our existing geo-political notions forever. Don't pass up an opportunity to take this class!”. 

## Obras
- Palabras en orden. Buenos Aires: Ediciones Crisis, 1974, 220 págs. (segunda edición, Xalapa: Universidad de Veracruz, 1985).
- Comprensión de la lectura. México: Asociación Nacional de Universidades e Institutos de Educación Superior, 1975. Editorial Trillas (ediciones reiteradas entre 1982 y 2013).
- José Revueltas: ficción, política y verdad. México: Universidad Veracruzana, 1977, 139 págs.
- El otro México. México en la obra de B. Traven, D.H.Lawrence y Malcolm Lowry. México: Editorial Nueva Imagen, 1978, 158 págs.
- La viuda de Montiel. México: Universidad Veracruzana, 1979, 68 págs.
- El lugar de Rulfo. México: Universidad Veracruzana, 1980, 217 págs.
- Las infamias de la inteligencia burguesa y otros ensayos. México: Premiá Editora, 1981, 178 págs.
- Crítica en Marcha. México: Premiá Editora, 1979, 294 págs; Segunda edición México: Premiá Editora, 1982.
- Literatura e ideología: el primer Mariano Azuela (1896-1918). México: Premiá Editora, 1982, 118 págs, Segunda edición: México: Ediciones Coyoacán, 1994.
- John Reed en México: Villa y la Revolución Mexicana. México: Editorial Nueva Imagen, 1983, 214 págs.
- Poesía y descolonización. La poesía de Nicolás Guillén. México: Editorial Oasis/Universidad Veracruzana, 1985, 177 págs.
- La escritura invisible. México: Universidad Veracruzana, 1986, 166 págs.
- Patricio Guzmán. Madrid: Cátedra/Filmoteca Española, 2001, 438 págs.
- Víctor Gaviria. Bogotá: Cinemateca Distrital, November 2003.
- La sonrisa de Gardel: biografía, mito y ficción (Trilce, Montevideo, 2004).[21][22]
- Sueños de realidad. Fernando Pérez: tres décadas de cine. Alcalá: Universidad de Alcalá / FNCL, 2005, 206 págs.
- El cine nómada de Cristián Sánchez. Santiago de Chile: Uqbar Editores, 2007, 294 págs.
- El cine de Patricio Guzmán, en busca de las imágenes verdaderas. Santiago de Chile: Uqbar Editores, 2008, 326 págs.
- Víctor Gaviria, los márgenes al centro. Madrid: Turner / Casa de América, 2005. 2ª edición, Universidad de Guadalajara, 2009.
- América Latina en 130 películas (Uqbar, 2010).[23][24][25]
- América Latina en 130 documentales. Santiago de Chile: Uqbar Editores, 2012, 280 págs.